# قائمة قادة طالبان
فيما يلي، قائمة قادة حركة طالبان.

## الأمراء
| الصورة | الاسم              | اللقب         | المنصب                                          |
| ------ | ------------------ | ------------- | ----------------------------------------------- |
|        | ملا عمر            | أمير المؤمنين | مؤسس حركة طالبان وأوّل أمير لها.                 |
|        | أختر محمد منصور    | أمير المؤمنين | خلف الملا عمر في إمارة الحركة.                  |
|        | هبة الله آخند زاده | أمير المؤمنين | خلف أختر محمد في إمارة الحركة، وهو أميرها الآن. |